# Kolwezi

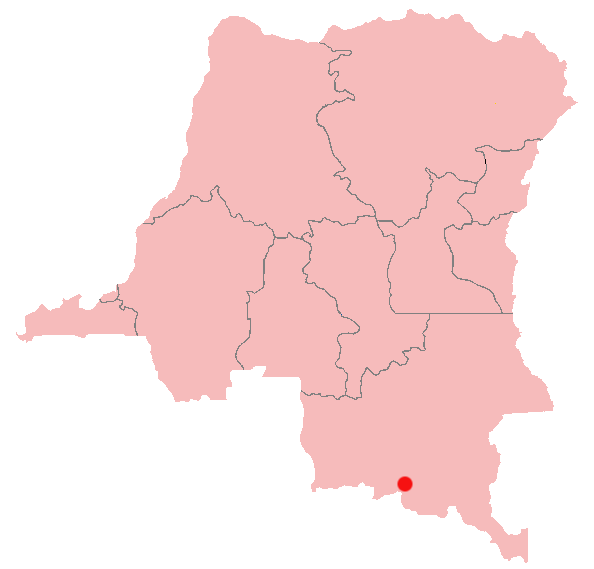
Lägeskarta.

Kolwezi är huvudstad i provinsen Lualaba i södra Kongo-Kinshasa, cirka 230 km nordväst om Lubumbashi. År 2015 hade den enligt en uppskattning 572 942 invånare.
Staden är ett centrum för omfattande gruvdrift på bland annat koppar, kobolt, uran och radium; i staden finns ett kopparraffinaderi och ett zinksmältverk. Det finns även en flygplats.
Kolwezis nyare historia går tillbaka till etablerandet av gruvbolaget Union Minière du Haut Katanga år 1906. Staden härjades av upprorsstyrkor våren 1978, då en del av dess belgiska invånare dödades och de övriga måste evakueras. De flesta av dessa har flyttat tillbaka.